# رعد و برق (فیلم ۲۰۰۱)
رعد و برق (به انگلیسی: Lightning) فیلمی هندی محصول سال ۲۰۰۱ و به کارگردانی گاتام واسدو منون است. در این فیلم بازیگرانی همچون رانگاناتان مدهوان، عباس، ریما سن، ناگش و آر.دی. راجاسکار ایفای نقش کرده‌اند.